# Nazionale maschile di pallavolo del Lussemburgo
La nazionale maschile di pallavolo della Lussemburgo è una squadra europea composta dai migliori giocatori di pallavolo del Lussemburgo ed è posta sotto l'egida della Federazione pallavolistica del Lussemburgo.

## Rosa
Segue la rosa dei giocatori convocati per i XX Giochi dei piccoli stati d'Europa.
| N° | Nome                  | Ruolo | Data di nascita  | Squadra          |
| -- | --------------------- | ----- | ---------------- | ---------------- |
| 1  | Simão Marinho Novais  | P     | 3 maggio 2000    | Strassen         |
| 2  | Samuel Marinho Novais | L     | 3 maggio 2000    | Strassen         |
| 3  | Mateja Gajin          | O     | 16 dicembre 1996 | Strassen         |
| 6  | Gilles Braas          | P     | 17 marzo 1992    | Strassen         |
| 12 | Michail Constantinou  | S     | 23 febbraio 1999 | Escher           |
| 13 | Yannick Erpelding     | C     | 11 maggio 1997   | -                |
| 14 | Chris Zuidberg        | S     | 2 settembre 1994 | Lorentzweiler    |
| 15 | Jérémie Feit          | C     | 20 gennaio 2001  | Nice             |
| 16 | Philippe Glesener     | L     | 24 aprile 1998   | Lorentzweiler    |
| 17 | David Zehren          | C     | 18 ottobre 2006  | Lorentzweiler    |
| 19 | Christian Galoppo     | S     | 19 marzo 2005    | Concordia Irvine |
| 22 | Ryan Matilde da Luz   | C     | 17 giugno 2005   | Strassen         |
| 24 | Max Funk              | P     | 25 luglio 1996   | Bartréng         |
| 26 | Tomáš Pavelka         | S     | 12 novembre 1995 | Lorentzweiler    |

## Risultati

### Competizioni FIVB
| 1949 | non qualificata | -            |
| 1952 | non qualificata | -            |
| 1956 | 23º posto       | Convocazioni |
| 1960 | non qualificata | -            |
| 1962 | non qualificata | -            |
| 1966 | non qualificata | -            |
| 1970 | non qualificata | -            |
| 1974 | non qualificata | -            |
| 1978 | non qualificata | -            |
| 1982 | non qualificata | -            |
| 1986 | non qualificata | -            |
| 1990 | non qualificata | -            |
| 1994 | non qualificata | -            |
| 1998 | non qualificata | -            |
| 2002 | non qualificata | -            |
| 2006 | non qualificata | -            |
| 2010 | non qualificata | -            |
| 2014 | non qualificata | -            |
| 2018 | non qualificata | -            |
| 2022 | non qualificata | -            |

### Competizioni CEV
| 2000 | 3º posto        | Convocazioni |
| 2002 | 4º posto        | Convocazioni |
| 2004 | 2º posto        | Convocazioni |
| 2007 | 3º posto        | Convocazioni |
| 2009 | 2º posto        | Convocazioni |
| 2011 | 2º posto        | Convocazioni |
| 2013 | 3º posto        | Convocazioni |
| 2015 | 1º posto        | Convocazioni |
| 2017 | 1º posto        | Convocazioni |
| 2019 | non qualificata | -            |
| 2022 | non qualificata | -            |
| 2023 | 1º posto        | Convocazioni |
| 2024 | non qualificata | -            |

| 2004 | non qualificata | -            |
| 2005 | non qualificata | -            |
| 2006 | non qualificata | -            |
| 2007 | non qualificata | -            |
| 2008 | non qualificata | -            |
| 2009 | non qualificata | -            |
| 2010 | non qualificata | -            |
| 2011 | non qualificata | -            |
| 2012 | non qualificata | -            |
| 2013 | non qualificata | -            |
| 2014 | non qualificata | -            |
| 2015 | non qualificata | -            |
| 2016 | 8º posto        | Convocazioni |
| 2017 | non qualificata | -            |
| 2018 | non qualificata | -            |
| 2019 | non qualificata | -            |
| 2021 | non qualificata | -            |
| 2022 | non qualificata | -            |
| 2023 | non qualificata | -            |
| 2024 | 11º posto       | Convocazioni |
| 2025 | non qualificata | -            |

| 2018 | non qualificata | -            |
| 2019 | non qualificata | -            |
| 2021 | 7º posto        | Convocazioni |
| 2022 | non qualificata | -            |
| 2023 | non qualificata | -            |
| 2024 | non qualificata | -            |
| 2025 | 3º posto        | Convocazioni |

### Competizioni zonali
| 1987 | 3º posto | Convocazioni |
| 1989 | 2º posto | Convocazioni |
| 1991 | 1º posto | Convocazioni |
| 1993 | ?        | -            |
| 1995 | 3º posto | Convocazioni |
| 1997 | ?        | -            |
| 1999 | ?        | -            |
| 2001 | 3º posto | Convocazioni |
| 2003 | 3º posto | Convocazioni |
| 2005 | 4º posto | Convocazioni |
| 2007 | 3º posto | Convocazioni |
| 2009 | 5º posto | Convocazioni |
| 2011 | 3º posto | Convocazioni |
| 2013 | 2º posto | Convocazioni |
| 2015 | 1º posto | Convocazioni |
| 2017 | 1º posto | Convocazioni |
| 2019 | 3º posto | Convocazioni |
| 2025 | 1º posto | Convocazioni |